# Turmschädel von Mannersdorf

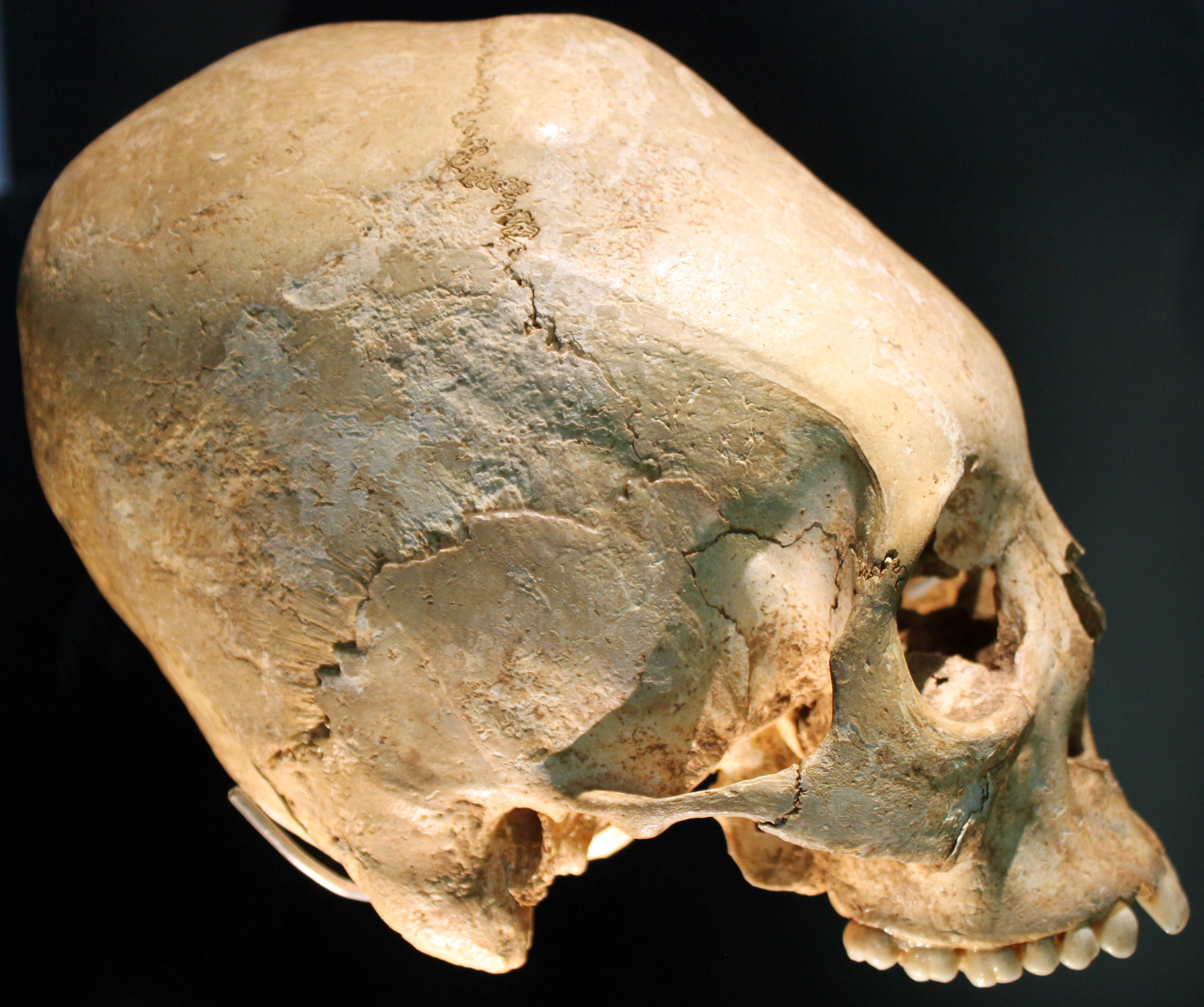
Aus dem 5. Jahrhundert n. Chr. gibt es zahlreiche Funde künstlich deformierter Schädel. Dieser Schädel wird einer Alamannin zugeschrieben (Landesmuseum Württemberg, Stuttgart)

Die Teile des Turmschädels von Mannersdorf (aus Mannersdorf am Leithagebirge in Niederösterreich) wurden 2003 in einer Sandgrube im Ortsteil Sandberg gefunden. Wegen der ungewöhnlichen Form wurden sie dem Naturhistorischen Museum Wien vorgelegt.
Die wissenschaftliche Analyse ergab, dass der künstlich verformte Schädel zu einem 25- bis 35-jährigen Mann gehört, der um die Mitte des 5. Jahrhunderts n. Chr. gelebt hat. Die dazugehörigen Knochen wiesen keine krankhaften Veränderungen auf. Lediglich am Schädel sind das Stirnbein und die Scheitelbeine stark deformiert worden, so dass eine extrem verlängerte fliehende Stirn entstand.
Die Zugehörigkeit zu einer bestimmten Ethnie war nicht feststellbar, da keine Beigaben gefunden wurden. Derartige Schädeldeformationen waren jedoch bei den Hunnen üblich. Es könnte sich um das Kennzeichen der Zugehörigkeit zu einer Sippe oder Klasse, oder um ein Schönheitsideal handeln. Die Verformung wurde, am noch weichen Kopf des Kleinkindes, mittels Bandagen, bzw. Schnüren und Brettchen eingeleitet und bis zur Verknöcherung fortgesetzt.
Am Fundort wurden 1937 Gräber aus der Völkerwanderungszeit geborgen. Dieses Skelettmaterial ging aber während des Zweiten Weltkrieges verloren, so dass es nicht zum Vergleich herangezogen werden konnte. Weitere von Zeit zu Zeit gefundene Gräber gehören anderen Epochen an. Von den 18 in Österreich gefundenen deformierten Schädeln wurden 14 östlich einer durch Wien laufenden Linie gefunden. Drei fand man im Bezirk Krems-Land an der Donau und ein Schädel stammt aus dem Bezirk Völkermarkt in Kärnten. Der Mannersdorfer Schädel gehört zu den am stärksten deformierten. Der Schädel einer Frau im Alter von 18 bis 20 Jahren, die zwischen 435 und 470 n. Chr. gelebt hat und 1985 im awarischen Gräberfeld von Sommerein (ebenfalls am Leithagebirge) geborgen wurde, wies ähnliche Verformungen auf.